# Hyttsignalsystem

Interface för ett hyttsignalsystem med hastighetsvisare till vänster, förhandsvisning till höger och andra meddelanden längst ned.

Hyttsignalsystem avser signalsystem för järnväg där signalbesked visas på en indikator ombord på tågen. Vanligen finns funktionen att tåget automatiskt bromsar om föraren inte följer en order om att bromsa. Det eliminerar risken att föraren inte uppfattar en signal.

## Svenska järnvägar
ATC heter det system som på större delen av Sveriges järnvägar används som hyttsignalsystem. Informationen överförs vid fasta punkter, där det finns sändare kallade baliser. Optiska signaler finns också, dels för att stillastående tåg normalt inte nås av baliserna, och för att tåg utan ATC installerat ska kunna gå i begränsad hastighet.

## Stockholms tunnelbana
Hyttsignalsystem (förkortat HS) är den del av signalsäkerhetssystemet i Stockholms tunnelbana som sitter i vagnarna. HS talar om för föraren hur snabbt denne får köra och ibland även om det finns hinder i vägen.
Det gamla signalsystemet i tunnelbanan ger föraren hastighetsbesked i tre nivåer:
L (Vänta stopp) - Max 15 km/h
M - Max 50 km/h
H - Ingen hastighetsbegränsning (i praktiken ca 70-80 km/h eller så snabbt som vagnarna förmådde rulla)
När ett tåg närmar sig ett annat tåg, en stoppsignal eller en bansträcka med lägre sth¹ så växlar hs-bilden till nästa lägre nivå, dvs från H till M resp från M till L. Växling till L-signal måste kvitteras genom att föraren trycker in en kvitteringsknapp eller trycker på en pedal på golvet för att bromsingrepp skall upphöra. 
Signaleringen till tågets hs-system sker genom en kodad spårledning på 75 Hz, där impulser med olika pulshastighet talar om vilken hastighet som gäller. 180 pulser/min betyder H, 75 pulser per minut betyder M, 0 pulser per minut eller utebliven bärvåg ger L-signal.
En bansträcka är uppdelad i flera delar, där varje del "lyssnar" på delen framför.
|-------H|-------H|-------M|-------L|----U[Tåg]--H|---->
U = Utebliven signal, dvs samma spårledning som tåget.
Spårledningen skickar ut signalen från ena änden av spårledningen (änden i tågets färdriktning) och snappas upp av ett par antenner framför första hjulparet. Hjulparet kortsluter sedan signalen så att den uteblir efter tåget. Nästa spårledning visar därför L-kod, den därefter M-kod och efter denna H-kod.
Ett eventuellt fel i utrustningen innebär alltså att tåget som närmar sig felet alltid får ett restriktivt signalbesked.

## Andra länder
I många länder utanför Sverige används också hyttsignalsystem. Det är nödvändigt för höghastighetståg, eftersom det är svårt att uppfatta signaler i höga hastigheter. EU har börjat införa ett nytt gemensamt system, kallat ERTMS.
Fotnoter:
¹ sth = Största Tillåtna Hastighet.